# Піндос (сленг)
Піндос, пендос (рос. пиндос, пендос, грец. пίνδος) — слово-етнофолізм, поширене в розмовній російській та зрідка в українській мові. Найчастіше вживається для образливого найменування американців.

## Аналіз вживання

### У Північному Причорномор'ї
Сленг «піндос» фонетично схожий із словом «піндос», яке може бути пов'язане з назвою гірського пасма в північній Греції. Цим терміном нібито називали жителів цього гірського регіону, а також і породу коней родом з гірського хребта Пінд без образливого значення сленгу.
У XIX столітті — на початку XX століття на чорноморському узбережжі Російської імперії слово «піндос» використовувалося в просторіччі як зневажливе прізвисько місцевих греків.
Згідно з припущеннями українського дослідника Степанова щодо походження слова, наприкінці XVIII — на початку ХІХ ст., коли в Північно-Західне Причорномор'я від турецького геноциду йшов потік біженців з Балкан, до Одеси та її околиць найчастіше потрапляли вихідці з Румелії (румелійці), проте багато було й островитян, вихідців з інших регіонів Греції. Серед різних груп грецького етносу найбіднішими, занедбаними, неграмотними, дикуватими були греки-горці з Пінду (грец. Πίνδος), гірської системи на Північному Заході Греції. Самі греки в ХІХ ст. піндосами називали мешканців названої гірської місцевості, яких вважали напівварварами, отже до Причорномор'я термін прийшов як мікроетнонім.

### У літературі
У поемі «Енеїда» Івана Котляревського, написаною українською мовою (перший варіант тексту датований 1798 роком), є такі слова:
|  | Либонь, достались од пендосів, Що в Трої нам утерли носів. |

Тут під «пендосами» маються на увазі античні греки.
У російській літературі персонаж грека-піндоса неодноразово з'являється в творах Олександра Купріна.

### Сучасне вживання
Впродовж XX століття слово загубило своє первісне значення національного прізвиська греків практично повсюдно, крім місць, що межують з компактним проживанням греків на Чорноморському узбережжі.
На початку XXI століття слово «піндос» стало використовуватися в російському сленгу як етнофолізм стосовно до всіх американців.
Російські дослідники А. Романова, С. Якушенков і О. Якушенкова широкий вжиток слова «піндос» пов'язують з необхідністю народження в уяві і масовій свідомості росіян вигаданих країн, що покликані демонструвати образ ворога чи супротивника. Так з'явився «піндостан», в якому живуть «піндоси», «хохляндія», населена «хохлами» і т. ін..